# Hala sportowa „Lewski Sofia”
Hala sportowa „Lewski Sofia” (bułg. Спортна зала „Левски София“) – hala sportowa w Sofii, stolicy Bułgarii. Została otwarta 29 stycznia 2021 roku. Może pomieścić 1724 widzów. Swoje spotkania rozgrywają na niej siatkarze klubu Lewski Sofia.
Budowę hali rozpoczęto na początku 2018 roku. Pozwolenie na użytkowanie wydano 11 grudnia 2020 roku, a uroczyste otwarcie miało miejsce 29 stycznia 2021 roku. Hala powstała pomiędzy dwoma budynkami kompleksu mieszkalno-usługowego „Garitage Park”; obiekt w znacznej mierze znajduje się poniżej poziomu gruntu. Trybuny obiektu zlokalizowane są po północnej stronie i mogą pomieścić do 1724 widzów (liczba miejsc stałych wynosi 888). Na hali swoje spotkania rozgrywają siatkarze klubu Lewski Sofia. W 2021 roku hala była jedną z aren siatkarskich Mistrzostw Świata U-21.